# Batto
Batto est une commune située dans le département du Boussouma de la province de Boulgou dans la région du Centre-Est au Burkina Faso.